# ストルガ
ストルガ (マケドニア語: Струга [ˈstruɡa] ( 音声ファイル), アルバニア語: Strugë)はマケドニア共和国の南西部地方にある都市およびそれを中心とした基礎自治体で、オフリド湖畔に位置する。ストルガはストルガ基礎自治体の中心である。

## 呼称
ストルガの呼称は元は古代教会スラヴ語から来た物である。呼称に関しては3つの説があり、それらはストルガの地元住民に支持されている。
最初の説は名称が街の地理的な場所によるもので、開けた谷の裾で強い風の気候から古代教会スラヴ語の струже ветер（それは風が吹く）が提唱されている。2つめの説はマケドニア語で交差を意味するstragaがある。古い街の名称はΕνχαλών Enchalonでこれは古代のギリシャ語の単語ではウナギで、オフリド湖に棲んでいる魚の種類である。3つ目の説は水の枝を意味する古代教会スラヴ語のstr'gである。

## 地理
ストルガはオフリド湖に開けた谷に位置しており、オフリド湖から流れ出る黒ドリン川が市街を分けている。

## 人口動態
2002年現在のストルガ市街の人口は16,559人で、民族構成は以下の通り。
- マケドニア人, 8,901 (53.7%)
- アルバニア人, 5,293 (32.0%)
- トルコ人, 907 (5.5%)
- ヴラフ人, 550 (3.3%)
- その他, 908 (5.5%)

| 民族         | 1948  | 1948  | 1953  | 1953  | 1961  | 1961  | 1971   | 1971   | 1981   | 1981   | 1994   | 1994   | 2002   | 2002   |
| 民族         | 人口  | %     | 人口  | %     | 人口  | %     | 人口   | %      | 人口   | %      | 人口   | %      | 人口   | %      |
| ------------ | ----- | ----- | ----- | ----- | ----- | ----- | ------ | ------ | ------ | ------ | ------ | ------ | ------ | ------ |
| マケドニア人 | ..    | ..    | 2,194 | 43.9  | 3,423 | 49.9  | 6,215  | 54.2   | 8,002  | 55.9   | 9,433  | 58.9   | 8,901  | 53.8   |
| アルバニア人 | ..    | ..    | 1,109 | 22.2  | 1,649 | 24.1  | 3,508  | 30.6   | 4,149  | 29.0   | 4,330  | 27.0   | 5,293  | 32.0   |
| トルコ人     | ..    | ..    | 927   | 18.6  | 994   | 14.5  | 730    | 6.4    | 832    | 5.8    | 887    | 5.5    | 927    | 5.5    |
| ルーマニア人 | ..    | ..    | 141   | 2.82  | 0     | 0.0   | 12     | 0.1    | 421    | 2.9    | 114    | 0.7    | 97     | 0.6    |
| ヴラフ人     | ..    | ..    | 536   | 10.7  | 0     | 0.0   | 0      | 0.0    | 337    | 2.35   | 462    | 2.9    | 550    | 3.3    |
| セルビア人   | ..    | ..    | 42    | 0.9   | 54    | 0.8   | 106    | 0.9    | 84     | 0.6    | 91     | 0.6    | 72     | 0.4    |
| ボスニア人   | ..    | ..    | 0     | 0.0   | 0     | 0.0   | 0      | 0.0    | 0      | 0.0    | 0      | 0.0    | 16     | 0.1    |
| その他/不明  | ..    | ..    | 47    | 1.0   | 737   | 10.8  | 904    | 7.9    | 500    | 3.5    | 720    | 4.5    | 723    | 4.4    |
| 合計         | 4,923 | 4,923 | 4,996 | 4,996 | 6,857 | 6,857 | 11,475 | 11,475 | 14,325 | 14,325 | 16,037 | 16,037 | 16,559 | 16,559 |

## 文化・観光
ストルガはマケドニア共和国の文化にとっては重要な場所でもあり、詩人のミロスラフ兄弟の生誕地である。ストルガの文化活動の中で主な催しの中には世界最大規模の詩の集いであるストルガ詩の夕べがあり、1964年以来栄誉を受けた人物にはノーベル文学賞を受賞したヨシフ・ブロツキーやエウジェーニオ・モンターレ、パブロ・ネルーダ、シェイマス・ヒーニー、トーマス・トランストロンメルなどを含め多くの人がいる。

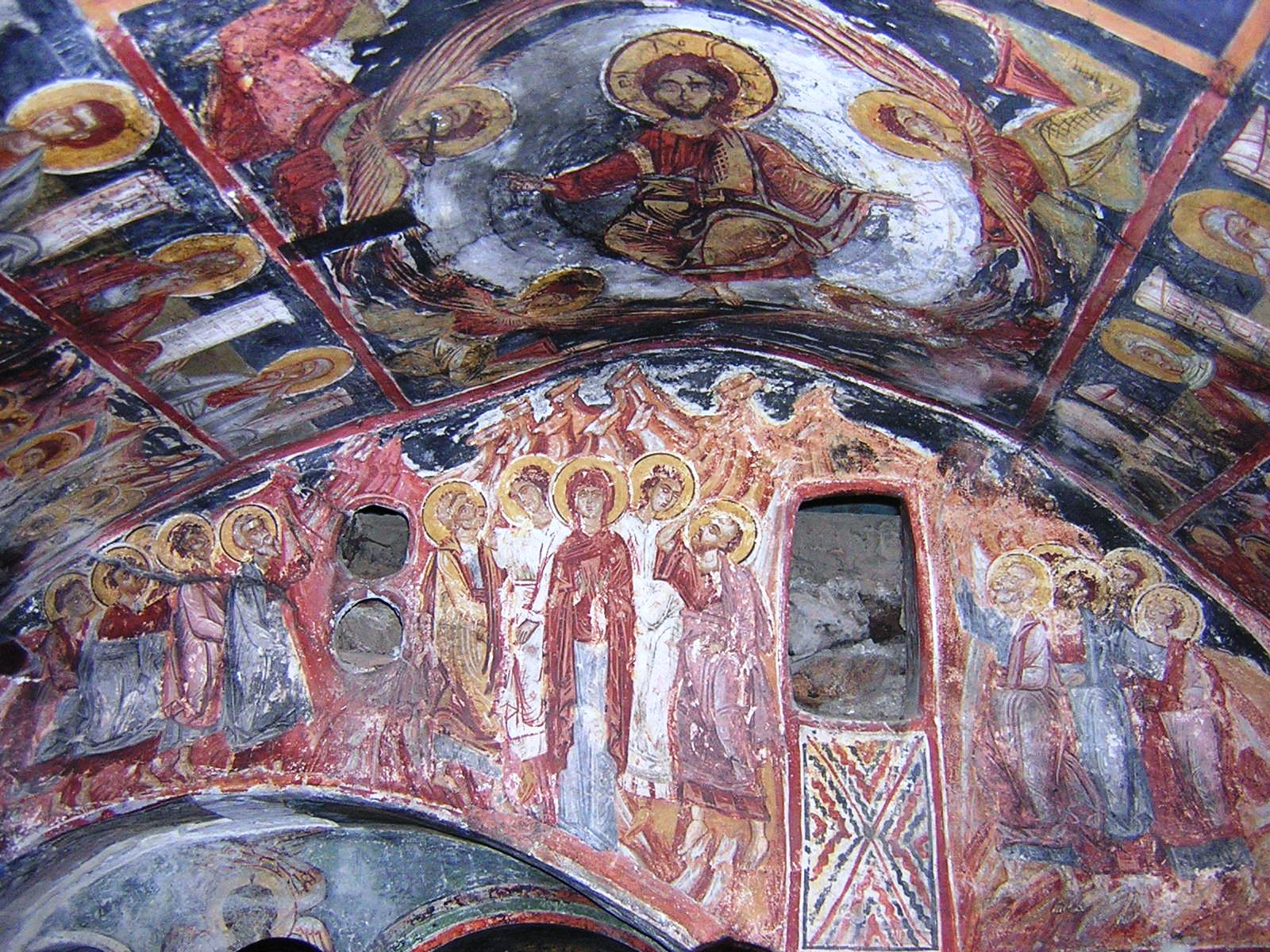
岩の教会であるカリシュタの修道院のフレスコ画

ストルガやその周辺には文化的なモニュメントがあり、カリシュタの修道院は街の中心から数km離れたオフリド湖の湖畔にある。この修道院は16世紀に遡ると信じられ、フレスコ画は14世紀や15世紀からのものである。他の岩の教会が現在、近隣のラドジュダにあり教会のフレスコ画は13世紀や14世紀からのものである。聖母教会（Sveta Bogorodica）はヴラニシュタ村（Vraništa）にある。教会には多くの扉と遥かに少ない窓があり、人々はとくに夜間の寒い時に「王の教会」としばしば呼んでいる。ストルガにある聖ゲオルギオス教会は13世紀に遡り、サムエルの教会の上に建てられ14世紀や15世紀、16世紀からの多くのイコンがある。ラドリシュタ村近くには4世紀からのバシリカがあり、モザイクが発見されている。18世紀から19世紀に遡るストルガの建築物もまた文化的なハイライトである。

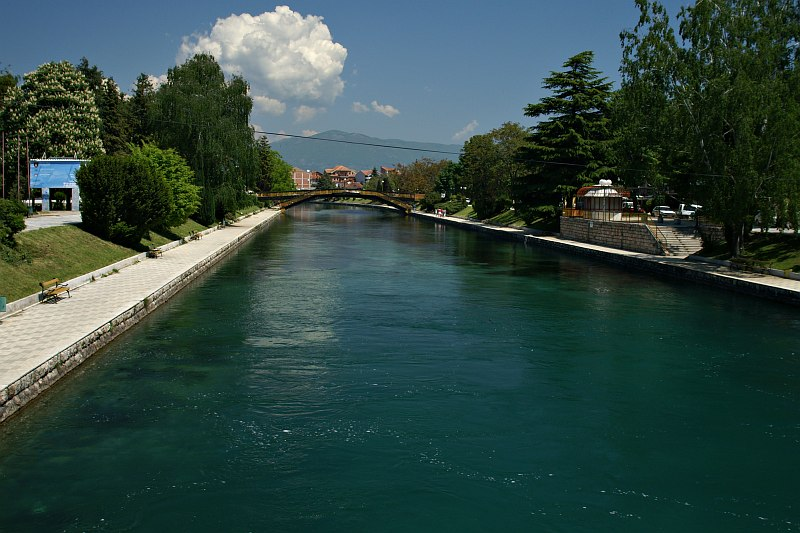
市内を流れる黒ドリン川

街の乏しい収入の大部分は観光によりもたらされている。ストルガはオフリド湖に面した街だが、賑やかなオフリドよりは僅かながら静かでより穏やかな体験が出来る。ストルガバザールや古い教会やモスクなどもあり、3つのビーチもある。

## 姉妹都市
- マンガリア, ルーマニア
- マグサ（英語版）, 北キプロス・トルコ共和国